# 왕거위벌레
왕거위벌레(학명: Paracycnotrachelus longiceps)는 거위벌레과에 속하는 곤충의 일종이다. 한국에서 가장 쉽게 관찰되는 거위벌레의 종으로서, 몸길이는 약 1cm이며 등딱지는 적갈색을 띤다. 수컷의 머리는 길쭉하며, 암컷의 머리는 뭉툭한 타원의 모양을 이루고 있다. 초식성으로 나뭇잎을 즐겨 먹는다. 성충 암컷은 5~7월에 갈참나무와 떡갈나무의 잎을 잘라서 돌돌 만 요람 속에 알을 낳는다. 한국을 비롯하여 동북아시아 전체에 분포한다.